# Everybody's Girl
"Everybody's Girl" je pjesma američke R&B pjevačice Jennifer Lopez. Objavljena će biti kao drugi singl (prvi međunarodni) s Lopezinog nadolazećeg sedmog studijskog albuma Love?. Pjesma je po prvi puta javno emitirana na njemačkoj radio postaji Planet Radio 30. siječnja 2010. Alternativni naziv pjesme je "Jenny From The Block Part 2". Pjesmu su napisali sama Lopez i Wynter Gordon, a producent iste je Mike Caren. Kritičari su pjesmu opisali kao potencijalni klupski hit.

## Promocija
- 30. siječnja 2010. – Planet Radio (radijska premijera)[1]